# Джэксон (округ, Висконсин)
Округ Джэксон (англ. Jackson County) располагается в США, штате Висконсин. По состоянию на 2010 год, численность населения составляла 20 449 человек. Был основан в 1853 году.

## География
По данным Бюро переписи США, общая площадь округа равняется 2600 км², из которых 2560 км² суша и 34 км² или 1,3 % это водоемы.

### Соседние округа
- Кларк (Висконсин) — север
- Вуд (Висконсин) — восток
- Джуно (Висконсин) — юго-восток
- Монро (Висконсин) — юг
- Ла-Кросс (Висконсин) — юго-запад
- Тремпело (Висконсин) — запад
- О-Клэр (Висконсин) — северо-запад

## Демография
По данным переписи населения 2000 года в округе проживает 19 100 жителей в составе 7 070 домашних хозяйств и 4 835 семей. Плотность населения составляет около 7 человек на км². На территории округа насчитывается 8 029 жилых строений, при плотности застройки около 3-х строений на км². Расовый состав населения: белые — 89,58 %, афроамериканцы — 2,27 %, коренные американцы (индейцы) — 6,16 %, азиаты — 0,16 %, гавайцы — 0,04 %, представители других рас — 1,01 %, представители двух или более рас — 0,79 %. Испаноязычные составляли 1,87 % населения независимо от расы .
В составе 31,00 % из общего числа домашних хозяйств проживают дети в возрасте до 18 лет, 55,40 % домашних хозяйств представляют собой супружеские пары проживающие вместе, 8,60 % домашних хозяйств представляют собой одиноких женщин без супруга, 31,60 % домашних хозяйств не имеют отношения к семьям, 26,20 % домашних хозяйств состоят из одного человека, 11,80 % домашних хозяйств состоят из престарелых (65 лет и старше), проживающих в одиночестве. Средний размер домашнего хозяйства составляет 2,49 человека, и средний размер семьи 3,00 человека.
Возрастной состав округа: 24,10 % моложе 18 лет, 8,80 % от 18 до 24, 29,40 % от 25 до 44, 22,80 % от 45 до 64 и 14,90 % от 65 и старше. Средний возраст жителя округа 38 лет. На каждые 100 женщин приходится 114,60 мужчин. На каждые 100 женщин старше 18 лет приходится 116,30 мужчин.